# Атмосферное животное
Атмосферные животные — гипотетическая разновидность бескрылых организмов, которые могут существовать в атмосфере планеты. Они способны летать или плавать в воздухе без использования крыльев, так как они легче, чем объём воздуха, который вытесняют. Данный термин также используется для описания некоторых криптид, например, Кроуфордсвилльского монстра.

## В астробиологии
Известный астроном и популяризатор науки Карл Саган выдвинул предположение, что такой вид живого существа может существовать в атмосферах газовых гигантов, таких как Юпитер. Рисунки атмосферных животных появлялись в книгах в качестве примера теоретически возможных экзотических форм внеземной жизни.
В астробиологической литературе подобные существа обычно изображаются как живые аэростаты, наполненные газами легче присутствующих в атмосфере. В контексте юпитероподобной планеты с водородной атмосферой, такой организм должен представлять собой аэростат, наполненный горячим водородом, поскольку более лёгких газов, чем водород, не существует.

## В криптозоологии и уфологии
Атмосферные животные также упоминаются в текстах исследователей криптозоологии и неопознанных летающих объектов. Многие авторы, рассматривающие сообщения о неопознанных летающих объектах, делали предположения, что они могут быть не инопланетными космическими кораблями, а животными, обитающими в атмосфере Земли.
Один из ранних исследователей НЛО, Тревор Джеймс Констебль, считал, что феномен НЛО проще всего объяснить присутствием больших амёбоподобных животных, обитающих в атмосфере Земли. Констебль предполагал, что они проводят большую часть времени в невидимом состоянии с небольшой плотностью и приводят себя в движение при помощи «оргонической энергии», присущей всем живым существам. Когда они увеличивают свою плотность, они становятся видимыми. Он думал, что эти животные являются хищниками, и случаи обнаружения изуродованных трупов скота и необъяснимых исчезновений людей можно объяснить нападениями подобных животных. Констебль считал, что использование радаров раздражает этих животных и заставляет их выйти из укрытий.